# Макс Роуч
Макс Роуч (на английски: Max Roach) е американски бибоп/хардбоп перкусионист, барабанист и композитор.
Работи заедно с известни джазмузиканти като Дизи Гилеспи, Чарли Паркър, Майлс Дейвис, Дюк Елингтън, Чарлс Мингъс, Сони Ролинс и Клифърд Браун. Роуч е смятан от мнозина за един от най-влиятелните барабанисти в историята на джаза.

## Албуми
- Percussion Bitter Sweet (1961)